# Yamaguchi
Yamaguchi (Nhật: 山口県 (Sơn Khẩu huyện) Hepburn: Yamaguchi-ken) là đơn vị hành chính cấp tỉnh của Nhật Bản nằm ở vùng Chūgoku, tận cùng phía tây nam đảo Honshū. Lỵ sở là thành phố Yamaguchi trong khi Shimonoseki là đô thị đông dân cư nhất.

## Lịch sử
Trước thời Minh Trị thì khu vực Yamaguchi chia thành hai tỉnh Nagato và Suō. Gia tộc Mori là lãnh chúa miền này từ thời Sengoku. Sang thế kỷ 19 sau khi Phó Đề đốc Hải quân Hoa Kỳ Matthew C. Perry tới Nhật Bản ép Mạc phủ phải khai thương, vùng Nagato (còn gọi là Chōshū) đóng vai trò quan trọng kết thúc chế độ Shogun của dòng họ Tokugawa, dẫn tới phục hưng địa vị Nhật hoàng và triều đại Minh Trị Duy tân.

## Hành chính
Tỉnh Yamaguchi có 19 đơn vị hành chính cấp hạt, gồm 13 thành phố và 6 thị trấn:

### Các thành phố
Hagi, 
Hikari, Hōfu, Iwakuni, Kudamatsu, Mine, Nagato, San'yō-Onoda, Shimonoseki, Shūnan, Ube, Yamaguchi, Yanai

### Thị trấn và làng
- Abu: Abu
- Kuga: Waki
- Kumage: Hirao, Kaminoseki, Tabuse
- Ōshima: Suō-Ōshima

## Giáo dục
- Đại học Yamaguchi

## Thể thao
Bóng đá: Renofa Yamaguchi FC (Đang thi đấu tại J-League 2)

## Du lịch

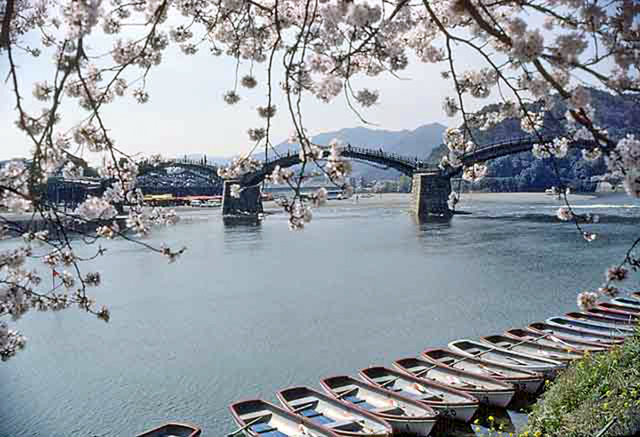
Cầu Kintai 5 cung trên sông Nishiki

Một trong những cảnh vật thu hút du khách nhất ở đây là cây cầu nổi tiếng Kintai, nằm ở thành phố Iwakuni. Chiếc cầu gỗ có cấu trúc 5 hình cung này được coi là biểu tượng của cả vùng Tây Honshū. Khu vực bờ sông Nishiki, sát cây cầu này, được xem là một trong những khu vực để ngắm hoa đẹp nhất nước. Nhiều gia đình, bạn bè đã cùng nhau đến đây vào đầu tháng Tư để ngắm cảnh hoa anh đào nở rộ.